# Lambert de Ardres
Lambert de Ardres (n. circa 1160 – d. după 1203) a fost un preot și cronicar francez.
Lambert a fost preot paroh de Ardres și rudă cu conții de Guînes. Pentru familia acestora, el a scris o Historia comitum Ghisnensium, între 1194 și 1198. Este vorba de un amalgam de istorie și folclor.